# Бер Рокс (Пенсилванија)
Бер Рокс (енгл. Bear Rocks) насељено је место без административног статуса у америчкој савезној држави Пенсилванија.

## Демографија
По попису из 2010. године број становника је 1.048.
| Група             | 2000.    | 2010.         |
| Белци             | 0 (0,0%) | 1.031 (98,4%) |
| Афроамериканци    | 0 (0,0%) | 1 (0,1%)      |
| Азијати           | 0 (0,0%) | 3 (0,3%)      |
| Хиспаноамериканци | 0 (0,0%) | 5 (0,5%)      |
| Укупно            | 0        | 1.048         |